# Nerecznica grzebieniasta
Nerecznica grzebieniasta, paprotnik grzebieniasty (Dryopteris cristata (L.) A. Gray) – gatunek rośliny należący do rodziny nerecznicowatych.

## Rozmieszczenie geograficzne
Występuje w Europie i Ameryce Północnej. Przez Polskę przebiega południowa granica zwartego zasięgu tego gatunku i na obszarze nizin i pasma wyżyn występuje dość często, zwłaszcza we wschodniej i północno-wschodniej części kraju. W kierunku południowo-zachodnim jest coraz bardziej rozproszony. W górach występuje na kilku oderwanych, reliktowych stanowiskach w Karpatach: na Polanie Biały Potok pod Tatrami, na dwóch stanowiskach w Kotlinie Orawsko-Nowotarskiej, w Kotlinie Jeleśniańskiej i w widłach potoków Kalnica i Wetlina w Bieszczadach Zachodnich.

## Morfologia

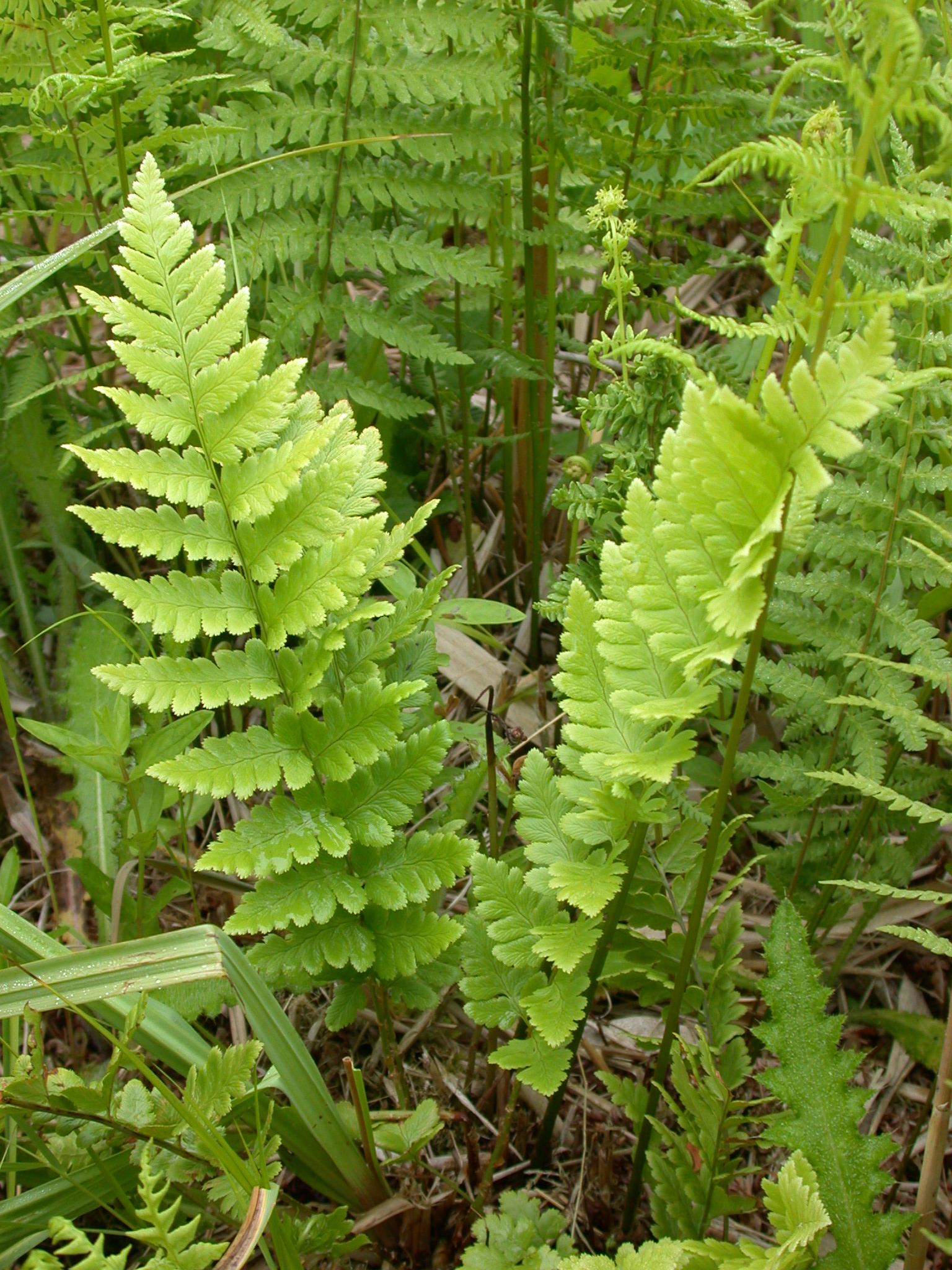
Wzniesione liście zarodnionośne

PokrójRoślina o wysokości od 30 do 60 cm.
LiścieNa ogonkach (krótszych od blaszki) skąpo pokryte wraz z główną osią liścia łuskami. Liście płonne do 30 cm długości, ukośnie rozłożone, liście zarodnionośne wzniesione ku górze, dłuższe.
Gatunki podobneCzęsto bywa mylony z nerecznicą krótkoostną (Dryopteris spinulosa) i wietlicą samiczą (Athyrium filix-femina).

## Biologia i ekologia
Bylina, hemikryptofit. W Polsce zarodnikowanie odbywa się w sierpniu i wrześniu. Występuje na torfowiskach, w lasach olsowych oraz łozowiskach. Kłącze nerecznicy (Rhizoma Filicis) zawiera pochodne floroglucyny (aspidyna, aspidynol, albaspidyna, kwas flawaspidowy i filiksowy), olejek eteryczny, garbniki. Gatunek charakterystyczny klasy Alnetea glutinosae. Liczba chromosomów 2n = 164.

## Zagrożenia
Roślina umieszczona na Czerwonej liście roślin i grzybów Polski z 2006 w grupie gatunków narażonych na wyginięcie (kategoria zagrożenia V). W wydaniu czerwonej listy z 2016 nie została uznana za gatunek zagrożony w skali kraju.